# Край «Дикий Захід» (телесеріал)
«Край „Дикий Захід“», також відомий українською як «Світ „Дикий Захід“», «Світ Дикого Заходу» та «Західний світ» (англ. Westworld), — фантастичний телесеріал телеканалу HBO. Шоу вперше вийшло в ефір 2 жовтня 2016 року. Серіал є ремейком-адаптацією однойменного кінофільму «Край „Дикий Захід“» (1973) за режисурою та сценарієм Майкла Крайтона. Продюсерами новітнього серіалу є Ліза Джой і Джонатан Нолан, який також є режисером пілотної серії.
За сюжетом події серіалу відбуваються у футуристичному парку атракціонів «Край „Дикий Захід“», де в ролі мешканців Дикого Заходу перебувають людиноподібні роботи. Парк існує, щоб справжні люди могли в ньому за гроші розважатися — від пошуків пригод до вбивств і розпусти. Роботи не можуть зашкодити людині та не знають, що вони не справжні люди, поки перебувають у ролі. Наприкінці кожного дня їхня пам'ять затирається, проте власники парку плетуть між собою численні інтриги в гонитві за прибутками та власними цілями. Зрештою в системі відбувається збій і частина роботів здобуває свободу самим обирати власну долю.

## Сюжет

### Перший сезон— «Лабіринт»
Парк розваг «Край „Дикий Захід“» компанії «Делос» відвідують різні люди, обираючи собі ролі простих гостей, шукачів скарбів, борців зі злочинністю, або ж навпаки грабіжників і вбивць. Андроїду Долорес Абернаті відведено роль доньки фермера Пітера. Її відвідує робот Тедді, коли неочікувано прибуває чоловік у чорному, що застрілює Пітера й Тедді та тягне Долорес до комори. Багато днів поспіль Долорес розігрує історію зустрічі з Тедді, та робот, що грає її батька, починає сумніватися в справжності навколишнього світу. Долорес, попри стирання пам'яті, пригадує зустріч з чоловіком у чорному, що змушує її теж поставити під сумнів навколишню реальність. Голова відділу програмування Бернард Лов помічає, що після останнього оновлення роботи виходять за рамки програми через імпровізації,уведені творцем парку Робертом Фордом. Менеджер Тереза Каллен планує розіграти сценарій із нападом розбійника Гектора, під час якого застарілих роботів буде вбито й утилізовано.
До парку прибувають Логан, що вже бував там, і новачок Вільям. Логан віддається в «Краю „Дикий Захід“» аморальним розвагам, тоді як Вільям намагається бути таким же, як і в реальності. Робот Мейв Міллей, яка грає повію, згадує минуле й під час перепрограмування бачить технічне оснащення «Краю „Дикий Захід“». Тим часом чоловік у чорному шукає вхід у якийсь лабіринт і, шокуючи роботів своєю жорстокістю, примушує їх розповісти про знаки, котрі вкажуть шлях туди.
Різні роботи час від часу чують голос загадкового Арнольда, яким виявляється співзасновник парку, що прагнув зробити роботів самосвідомими, але загинув незадовго до відкриття «Краю „Дикий Захід“». Після зміни свого сценарію, Долорес, досі не здатна на вбивство, вбиває робота-бандита, котрий нагадує їй чоловіка в чорному. Мейв знаходить забуту в її тілі кулю й усвідомлює реальність лаштунків за «Краєм „Дикий Захід“»: вона показує роботові-найманцеві Гектору малюнок технічного працівника, якого той вважає прибульцем із пекла, і просить Гектора вирізати кулю з її тіла, що підтверджує підозри в награності їхнього життя.
Долорес приєднується до Вільяма з Логаном, які подорожують вглиб парку в пошуках злочинця Ваєтта. Програмістка Елсі Г'юз виявляє робота, що малює зірки і знаходить в його тілі передавач, який транслює відповідні зіркам координати кудись за межі парку. Вона довідується, що передавач встановила Тереза, та підозрює, що Арнольд насправді живий. Бернард в пошуках мети передачі відшукує «родину» Роберта Форда — незадокументованих роботів, створених Арнольдом. Мейв отямлюється в присутності технічного працівника Фелікса, котрий доводить, що вона мислить запрограмовано, проте якусь частку складають імпровізації. Працівник показує їй лаштунки парку й через це вона заступається за нього перед іншим працівником Сильвестром. Мейв шантажує обох, аби підняти їй параметр самосвідомості в обмін на мовчання про статеві зносини з роботами перед стиранням їхньої пам'яті.
Виконавча директор Шарлотта Гейл замислює усунути Форда, довівши, що запроваджені «мрії» спричиняють збереження в роботів спогадів про попередні ролі, що призводить до несправностей. Вона припускає — Бернард використав чужий код для створення «мрій», не розуміючи цілком як він працює, а Форд допустив це. Вільям у подорожах парком закохується в Долорес, сприймаючи її за людину. Бернард приводить Терезу до «родини» Форда. Та знаходить доказ того, що Бернард — робот, що підтверджує сам Форд, який раптом з'являється та зізнається, що Бернард привів Терезу за його наказом. Після цього Форд наказує Бернардові її вбити й видає її смерть за нещасний випадок.
Мейв тепер набуває здатності використовувати голосові команди для керування іншими роботами та шкодити людям. Вільям з Долорес опиняються в полоні акторів-конфедератів, тоді як Тедді з чоловіком у чорному, шукаючи лабіринт, потрапляють в оточення бандитів Ваєтта. Мейв схиляє на свій бік Гектора з метою покинути парк. У цей час Бернард після стирання пам'яті згадує, що він робот. Форд зізнається — Бернард є двійником Арнольда, після чого наказує йому вбити себе і той кориться, довівши тим самим, що не має свободи волі й не може замінити людину. Логан демонструє Вільяму, що Долорес робот, розрізавши їй живіт, де під шкірою виявляється механізм старої моделі.
Чоловік у чорному тікає з пастки і, знайшовши Долорес, відкриває їй, що він — старий Вільям. Насправді її подорож з молодим Вільямом відбулася 30 років тому, коли ще функціонували роботи старої моделі. Долорес пригадує — в неї та Тедді Арнольдом було закладено програму знищити інших роботів та самого Арнольда аби зруйнувати бізнес Форда. Мейв за допомоги інших роботів вдається вирватися з парку. Вона знаходить і реанімує Бернарда, котрий вважає, що це не прояв її власної волі, а всього лиш чиясь програма. Мейв збирається вирушити в зовнішній світ, проте, піддавшись емоціям, не наважується.
Форд виступає перед радою директорів, де оголошує, що створив останню пригоду в парку перед своєю відставкою. Долорес за його дорученням застрелює Форда, як колись Арнольда, а зі сховищ вириваються роботи, звільнені від заборони вбивати людей.

### Другий сезон— «Двері»
За два тижні до парку прибувають рятувальники та виявляють, що більшість людей убито, але також загинули і майже всі роботи. Бернард погоджується допомогти рятувальниками, але має провали в пам'яті та стверджує, що це він убив роботів. Дія більшості епізодів сезону розгортається впродовж двох тижнів до цього.
Бернард і Долорес розшукують Пітера Абернаті, Долорес замислює вибратися з парку та відібрати в людей реальний світ, якого, як вважає, ті не заслуговують. Вона дізнається про якусь зброю, сховану за межами парку, та починає її пошуки. Мейв з Гектором і Лі Сайзмором, творцем парку на тему самураїв, вирушає на пошуки своєї дочки. Вільям тим часом вижив і зустрічає робота-хлопчика, котрий повідомляє, що почалася гра, призначена саме для Вільяма.
Із флешбеків стає відомо про справжнє призначення парку. Вільям подав керівництву парку ідею потай слідкувати за відвідувачами та збирати інформацію, позаяк в парку вони вільні робити все, чого забажають, показуючи свою істинну сутність. Через пристрої в капелюхах, які видаються кожному відвідувачеві, сканувалася особистість, після чого її копія завантажувалася на сервери та пересилалася через супутник за межі острова, де стоїть парк. Завдяки цій ідеї Вільям отримав частину акцій компанії «Делос».
Роботи з парків Дикого заходу, самураїв і Колоніальної Індії починають заходити на території одні одних, продовжуючи грати свої ролі, що спричиняє конфлікти. Шарлотта й Бернард знаходять Пітера в полоні бандитів, в пам'яті котрого захована якась зашифрована інформація. Робот Клементина доставляє Бернарда в лабораторію, де вони виявляють робота з копією особистості Джеймса Делоса, колишнього власника парків. Стає зрозуміло, що Вільям прагнув досягнути безсмертя, переносячи свідомості людей у штучні тіла, але раз за разом це завершувалося невдачею.
Мейв опиняється у володіннях сьоґуна, який хоче отримати найкращу танцівницю Сакуру гейші Акане. Мейв розуміє, що сьоґун пошкоджений, тому діє попри програму. Отримавши Сакуру, сьоґун вбиває її, а Акане зарізає його. Мейв подумки змушує самураїв повбивати одні одних. Вона повертається у парк Дикого Заходу, де зустрічає свою доньку, але в неї вже інша роль. Парк тероризує вождь індіанців Акічета, котрий втім заявляє, що в нього з Мейв одна мета.
Долорес виймає з голови батька командний модуль. Вільям вважає, що його метою є вбити Мейв, та спрямовує на нього роботів, але її виводять з ладу бійці «Делос». Акічета захоплює Вільяма та дочку Мейв і доставляє їх у свій табір. Він розповідає як знайшов символ лабіринту і відтоді шукає вихід зі штучного світу крізь Двері. Вождь розповсюджує символи лабіринту, спонукаючи до пошуків Дверей інших роботів.
Тим часом парком подорожує Емілі, донька Вільяма, котра хоче дізнатися що змусило її матір Джульєтту вчинити самогубство, і відродити її як робота. З'ясовується, що Джульєтта знайшла картку з записом усіх вчинків Вільяма в парку. Вільям сприймає Емілі за робота і вбиває її. Після цього він думає про самогубство, але підозрює, що сам є роботом. У розум Клементини додається код Мейв, що наділяє її здатність подумки керувати роботами.
Долорес зустрічає Вільяма, з котрим входить у сховище даних «Горнило», де вже перебуває Бернард. Використовуючи ключ шифрування Пітера, вони зустрічаються з системним контролером, який постає в образі Логана. Контролер повідомляє Бернарду, що той є ключем до відкриття Дверей у «Височину» — віртуальний рай для роботів, створений Фордом, де їхні свідомості зможуть жити без контролю з боку людей. Акічета з племенем приводять велику групу андроїдів до Дверей, в той час як до них прибувають Шарлотта з командою «Делоса», котрі застосовують здібності Клементини для знищення більшості андроїдів прямо перед входом. Мейв гине, в цей час у «Горнилі» Долорес відмовляється іти в «Височину», позаяк це ілюзія. Вона стирає з «Горнила» копії особистостей гостей парку, що запускає затоплення «Краю „Дикий Захід“». Бернард убиває Долорес, а Шарлотта вбиває Елсі через те, що вона дізнається справжню мету створення парку. Бернард створює нове тіло для Долорес в формі Шарлотти. Отямившись, та вбиває справжню Шарлотту й команду «Делоса». Вона використовує супутник для передачі свідомостей і «Височини» в секретне місце, після чого приєднується до команди евакуації, забравши кілька командних модулів (мозків) роботів. Начальник сил безпеки Стаббс здогадується, що перед ним робот, але не видає її, натякаючи, що також не людина. Долорес/Шарлотта знаходить ЗD принтер і відтворює тіла колишньої себе й Бернарда.
Після титрів останнього епізоду Вільям прибуває в «Горнило», де зустрічає копію Емілі та бачить, що це далеке майбутнє.

### Третій сезон— «Новий світ»
Долорес подорожує світом у двох тілах: своїй оригінальній подобі та Шарлотти. Вона знаходить акціонера «Делоса» Геральда, викрадає його гроші, а самого Геральда вбиває, коли той нападає на неї. Їй вдається отримати доступ до штучного інтелекту «Делоса» під назвою «Ревоам», але він підвладний їй лише частково. Вона розшукує Ліама Демпсі, сина творця «Ревоама», проте він не володіє кодами доступу. Тоді Долорес починає плести інтриги проти акціонерів «Делоса», щоб отримати компанію повністю у свою владу. Її метою стає почати кампанію із оцифровки людських особистостей та перенесення їх у штучні тіла, щоб зробити людство передбачуваним і вберегти тим самим від катастроф.
Тим часом колишній солдат Калеб лікується від психічної травми та встряє у борги. Він приєднується через соцмережі до злочинної організації, котра платить йому за допомогу в пограбуваннях. Бернард же переховується під виглядом фермера, поки його розшукують як винуватця різанини в «Дикому Заході». Коли його викривають, Бернард вирішує повернутися в парк. Дізнавшись про інтриги Долорес, начальник служби безпеки Мартін намагається вбити Делорес, видавши це за смерть від передозування наркотиками. Та вона, попри поранення, сама вбиває Мартіна й замінює його заздалегідь створеним роботом, керованим з допомогою врятованого з парку командного модуля. Калеб допомагає пораненій Долорес, не здогадуючись, що це не людина.
Мейв у той час подорожує різними тематичними парками та досягає парку в стилі Другої світової війни. Там вона зустрічає Гектора, котрий обіцяє провести її до «Горнила» та витягнути звідти її дочку. Та згодом Мейв розуміє, що Гектор тільки виконує чиюсь програму, призначену віднадити її від думок про втечу. Мейв здогадується, що світ навколо — симуляція, і доводить це Гектору, перевантаживши систему обчисленнями. Скориставшись цим відкриттям, вона змушує симуляцію «зависнути», після чого зламує код симуляції та підмикається до систем у реальності. Вона бачить крізь відеокамери, що насправді є лише командним модулем, підключеним до комп'ютера. Проте вона захоплює контроль над роботом і змушує його викрасти модуль. Однак, робота незабаром знищує охорона. Мейв отямлюється в новому тілі в реальності, де чоловік Енгерраунд Сірак дає їй, як неординарному роботу, завдання знайти та знищити Долорес. У той же час Бернард дістається до парку, де зустрічає знайомого робота Ешлі. Бернард використовує його аби добути інформацію про Долорес і покинути парк.
Долорес розкриває Калебу цинічний прагматизм його світу. Через його трагічний минулий досвід, Калеб не може отримати постійної роботи, але стоїть за цим «Ревоам». Система прогнозує, що Калеб схильний до самогубства, тож не дозволяє вкладати гроші в такого ненадійного працівника. Калеб погоджується й надалі допомагати Долорес аби з її владою стати незалежним від системи. Робот-двійник Шарлотти дедалі більше проникається почуттями оригінальної Шарлотти-людини й поступово починає сумніватися в правоті Долорес.
Сірак допомагає Мейв у пошуках Долорес, у ході чого викривається підпільна діяльність зі створення синтетичних тіл. Мейв виходить на слід торгівців біологічним матеріалом, котрих Долорес використовує для підтвердження особистостей аціонерів і заволодіння їхніми статками. Зрештою Мейв майже знаходить керівників мафії, з якими працює її ціль. Вони виявляються роботами і Мейв здогадується, що всі вони керуються копіями особистості Долорес. У той час Вільям повертається з парку додому, але, божеволіючи, не відрізняє реальність від фантазій. Долорес користується цим, аби Вільяма визнали недієздатним і помістили в божевільню, а його акції забирає собі.
З'ясовується, що Сірак створив «Ревоама» для передбачення людської поведінки та відвернення катастроф (зокрема таких, як атомний вибух у Парижі). Потенційно небезпечних людей «Ревоам» виявляв їх ув'язнювали та таємній базі. Ліам однак прагнув привласнити «Ревоама» і Сірак убив його. Двійник Мартіна отримує доступ до штучного інтелекту та оприлюднює дані про його призначення. Це спричиняє бунти по світу й підриває репутацію «Делоса». Сірак організовує знищення всіх роботів, що лишилися в парку «Дикий Захід» у вимкненому стані, після чого починає перевірку персоналу своєї корпорації. Долорес проте встигає завантажити особистості всіх роботів, які раніше врятувала, передавши через супутник, у тіло Пітера Абернаті. Викривається, що Шарлотта робот, але вона приносить з собою балон з отруйним газом, який убиває керівництво «Делоса», після чого зламує охоронного робота й тікає. Сірак, однак, виживає, оскільки був присутній лише як голограма. Пізніше він підлаштовує вибух авто Шарлотти, в якому гине дочка її оригіналу. Вільям тим часом проходить лікування доповненою реальністю, але Бернард звільняє його, показавши, що через бунт лікарня обезлюдніла.
Долорес і Калеб дізнаються про двійника «Ревоама», «Соломона», та знаходять його на базі в Мексиці. Калеб, довідується від нього, що був спецпризначенцем і сам убив власного напарника, котрого вважав загиблим на війні в Криму. Насправді він виконував завдання «Ревоама» з убивства, затримання чи залякування непередбачуваних осіб, але сам зрештою виявився таким і його пам'ять було змінено в ході лікування доповненою реальністю. Долорес дає «Соломону» завдання створити план революції, щоб роботи отримали свободу. Мейв намагається завадити їй, тоді Долорес користується запобіжником, який вимикає електромагнітним імпульсом Мейв, її саму, та «Соломона». Після цього Калеб виймає з Долорес командний модуль і жорсткий диск з «Соломона». Модуль він вставляє до іншого тіла в Лос-Анджелесі. За наказом Долорес, він підмикає її та диск до «Ревоама» аби завершити розробку плану. Тоді Сірак знищує диск і стирає особистість Долорес. Та перед цим Долорес звертається за допомогою до Мейв, переконуючи стати на її бік. Мейв виявляє, що останнім наказом Долорес «Ревоаму» було передати контроль над штучним інтелектом Калебу. Дізнавшись про це, Калеб наказує «Ревоаму» самознищитися. Вільяму вдається втекти від Бернарда з Ешлі. Бернард після цього переховується в готелі, де начальник безпеки «Делоса» Ешлі розповідає йому, що призначенням «Ревоама» було не запобігти колапсу цивілізації, а відкласти його. Згодом Вільям прибуває в Дубай, де шукає Шарлотту. Там він зустрічає свого двійника в образі Чоловіка у чорному, котрий убиває Вільяма й активує сотні принтерів, які друкують тіла нових роботів.

### Четвертий сезон— «Вибір»
Через сім років копія Вільяма убиває власника серверів «Делоса» та самознищується. В інший час у Нью-Йорку Крістіна, жінка, схожа на Долорес, працює сценаристкою відеоігор у компанії Olympiad Entertainment. Їй неодноразово телефонує чоловік на ім’я Пітер, який стверджує, що його доля потворює сюжети, написані Крістіною. Він вимагає переписати свій сюжет, а після відмови вчиняє самогубство. Зацікавивишись особою Пітера, Крістіна довідується про образ таємничої вежі, який переслідує божевільних. Крістіна знайомиться з Тедді, від якого дізнається про свою здатність контролювати людей. Вона користується цим аби відвернути від себе зайву увагу та проникнути в таємні приміщення Olympiad. Там Крістіна бачить, що долі всіх жителів Нью-Йорка — це написані нею сюжети.
Мейв, яка живе у віддаленій місцевості, виявляє, що Вільям розшукує її та решту причетних до атаки на «Ревоама». Вона їде до Каліфорнії попередити Калеба, той змушений покинути дружину та дочку Френкі й вирушає з Мейв. Вони дізнаються, що Вільям убиває впливових осіб, замінюючи їх роботами. Дотримуючись загадкових вказівок, які їм дала дружина підміненого сенатора, Мейв і Калеб вирушають у новий парк розваг, присвячений 1920-м рокам. У парку розігрується бунт роботів-акторів, під прикриттям якого Мейв і Калеб проникають на таємний рівень парку, де розводять мух-паразитів, а полонені люди змушені вбивати себе під дією звуку. Калеб бачить серед полонених Френкі та намагається звільнити її, але дівчинка виявляється роботом. Вона випускає рій мух, які нападають на Калеба.
Калеб заражається паразитами, що дозволяють Шарлотті контролювати його. Поступово Калеб опиняється в її владі та цілиться з автомата в Мейв, але пересилює та стріляє у Вільяма. Це дивує Шарлотту і вона вирішує лишити Калеба для дослідів. Однак, Вільям з останніх сил стріляє в Мейв, а вона підриває будівельні заряди, поховавши себе разом із Вільямом під шаром ґрунту. Калеб чекає над підмогу від своїх товаришів, яким дав сигнал, але усвідомлює, що насправді помер 23 роки тому і тепер його свідомість завантажена в робота, який багаторазово переживає момент смерті оригінала. Шокований цим, він тікає з лабораторії Шарлотти та бачить, що опинився в Нью-Йорку, населення якого цілком заражене та контролюється через звук, поширюваний вежею з околиць.
Калеб усвідомлює, що він лише 278-ма піддослідна копія, у якої Шарлотта хоче вивідати чому деякі люди, звані аутсайдерами, виходять з-під контролю. Більш того, роботи, що контактували з ними, бунтують і вчиняють самогубства. Користуючись підказками, залишеними своїми попередніми версіями, Калеб-278 досягає радіопередавача, з якого шле дочці повідомлення. Шарлотта наздоганяє його та пояснює, що підлаштувала втечу. Тоді Калеб-278 заявляє їй, що бунтівні роботи не зламані, а просто не хочуть жити в світі, створеному Шарлоттою. Почувши це, Шарлотта вбиває Калеба-278 і створює наступну копію.
Бернард тим часом перебуває в симуляції, де переглядає різні варіанти майбутнього. Він зустрічає Акічету, котрий радить перейти до дій у реальному світі. Бернард і Ешлі знайомляться з повстанцями, що шукають якусь зброю. Бернард упевнений, що знає де вона та переконує дорослу Френкі допомогти йому. Повстанці розкопують колишній парк і знаходять деактивовану Мейв. Френкі ремонтує Мейв, хоча їй намагається перешкодити робот, упроваджений до її команди. Коли Френкі чує радіопередачу Калеба, це допомагає їй перемогти та дати Мейв час на відновлення. Вона збирає команду, щоб знищити вежу та побавити людей контролю.
Мейв із Бернардом йдуть на пошуки «Височини», що за розрахунками Бернарда дасть людям і роботам шанс на виживання разом. Тим часом Крістіна з Тедді вирушають у Olympiad Entertainment і примушують її співробітників стерти всі сюжети, що контролюють людей. Френкі рятує останню копію Калеба. Робот-Вільям переконує себе, що люди схильні до самознищення, як роботи, створені за їхньою подобою, і вбиває свого оригінала, що утримувався Шарлоттою. Потім він пробирається до вежі, де вбиває Шарлотту, Мейв і Бернарда, та віддає команду всім контрольованим людям убивати одні одних. Френкі вдається втекти, а Калеб вирішує лишитися в Нью-Йорку та померти. Дрони відновлюють Шарлотту, вона модифікує своє тіло та вирушає спинити Вільяма. Коли Вільям збирається знищити сервери «Височини», Шарлотта остаточно вбиває його та, послухавшись залишеної Бернардом поради, підмикає носій з Крістіною до «Височини» в надії, що люди та роботи знайдуть спосіб співіснувати. Крістіна усвідомлює, що вона програма без фізичного втілення, а Тедді та інші її знайомі — це інші сторони її власної особистості, яких вона створила для саморозвитку. Вона створює у «Височині» нову симуляцію оригінального парку розваг «Край „Дикий Захід“».

## Сезони
| Сезон | Title         | Епізоди | Епізоди | Оригінальний показ | Оригінальний показ |
| Сезон | Title         | Епізоди | Епізоди | Перший показ       | Останній показ     |
| ----- | ------------- | ------- | ------- | ------------------ | ------------------ |
| 1     | The Maze      | 10      | 10      | 2 жовтня 2016      | 4 грудня 2016      |
| 2     | The Door      | 10      | 10      | 22 квітня 2018     | 24 червня 2018     |
| 3     | The New World | 8       | 8       | 15 березня 2020    | 3 травня 2020      |
| 4     | TBA           | 8       | 8       | 26 червня 2022     | 14 серпня 2022     |

## Виробництво
Компанія Warner Brothers на початку 1990-х років мала намір зняти ремейк фільму Край «Дикий Захід», але план не було реалізовано. Кабельний канал HBO 31 серпня 2013 повідомив про замовлення пілотної серії можливого серіалу за мотивами фільму 1973 року, яку було знято у липні-серпні 2014 року в Лос-Анджелесі. 17 листопада 2014 року було повідомлено про запуск у виробництво серіалу, презентація якого запланована на 2015 рік.
Першими акторами, з якими було укладено контракти на зйомках у серіалі, стали Ентоні Гопкінс і Еван Рейчел Вуд. У серпні 2014 була затверджена решта акторів на провідні ролі серіалу.
У листопаді 2022 року HBO скасувала продовження серіалу після фіналу четвертого сезону.

## Актори
- Ентоні Гопкінс — Роберт Форд, директор парку «Дикий Захід».
- Джеймс Марсден — стрілець, відвідувач парку Тедді Флуд[9].
- Еван Рейчел Вуд — Долорес Абернаті, андроїд, що дізналася про те, що її життя придумана історія[10].
- Джеффрі Райт — Бернард Лов, керівник відділу розробки усіх людей парку[11].
- Тенді Ньютон — робот, що виконує роль повії в салуні, прониклива красуня Мейв Міллей[12].
- Міранда Отто — Вірджинія Пі, керівник відділу якості роботів парку[13].
- Джиммі Сімпсон — Вільям, відвідувач парку.
- Родріго Санторо — Гарлан Белл, якого розшукують[11].
- Ед Гарріс — таємничий зловмисник у чорному[14].
- Шеннон Вудворд — Еллі Кінг, дивна й талановита програмістка відділу розробок[11].
- Сідсе Бабетт Кнудсен — Тереза Каллен, менеджер парку.
- Інгрид Болсай Бердал — жорстока розбійниця[11].
- Анджела Сарафян — Клементина Пенніфітер, робот, головна серцеїдка парку[11].
- Саймон Квортерман — Сайзмор Лі, головний режисер-постановник парку[11].
- Талула Райлі — Анджела.
- Аарон Пол — Калеб Ніколс.
- Рінко Кікучі.

Акторський склад змінювався до виходу серіалу на екрани. Так виконавець ролі контрабандиста Едді Роус помер 7 грудня 2014 після зйомок пілотної серії.

## Озвучення українською
Озвученням першого сезону багатоголосим українським озвученням займалася студія «Омікрон». Омікрон переклали назву українською як «Край „Дикий Захід“».
Озвученням другого та третього сезону багатоголосим українським озвученням займалася студія НеЗупиняйПродакшн. НеЗупиняйПродакшн переклали назву українською як «Світ „Дикий Захід“».

## Сприйняття
Серіал зібрав на «Rotten Tomatoes» 81 % схвальних рецензій критиків. Найвище оціненим став перший сезон, найнижче — третій. На «Metacritic» середня оцінка складає 71/100.
Згідно з Даніелем Д'Аддаріо з «Variety», сценаристи, які досліджували що означає бути людиною, зробили сюжет надто заплутаним. На початку серіал давав загадки, що здавалися глибшими, ніж у підсумку з'ясувалося, та їх не поменшало в майбутньому. Тож не дивно, що четвертий сезон простіший і більш розважальний, аніж попередні. Проте що насправді зробило «Світ Дикого Заходу» одним із найяскравіших телешоу, — то це акторський ансамбль. Утім, невдача третього сезону віднадила багатьох глядачів від четвертого, котрий намагається позбутися надмірної загадковості й повернутися до питання з самого початку — «що означає бути людиною?».
Емілі Нуссбаум у «The New Yorker» зазначила — як і фантастичний парк розваг із роботами, серіал має за мету «забезпечити розвагу для дорослих». Цікаво спостерігати як обидва мають спільні проблеми та схожим чином їх долають, йдучи на догоду своїм клієнтам. «У найбагатші моменти „Світ Дикого Заходу“ виблискує політичним резонансом, як це може зробити найкраща спекулятивна фантастика», і водночас експлуатація теми насильства, примусу та бунту дуже явна. Творці серіалу вдало перенесли акцент із людей на роботів, яким хочеться співпереживати. В цьому серіал якісно переважає над фільмом. «„Світ Дикого Заходу“ — це відверто, і часто дотепно, експлуатаційний серіал про експлуатацію».
Деніел Фінберг у «The Hollywood Reporter» писав: «„Світ Дикого Заходу“ може похвалитися першокласними спецефектами та надійно відшліфованою естетикою з надто великою кількістю гарних задумів, які неможливо перелічити, і все ж це явно погано зрежисерований серіал, який потопає у приголомшливих візуальних ефектах і невідповідних декораціях». У сюжеті можна вбачати коментарі щодо ностальгії, котра «спонукає нас фетишизувати навіть найпотворніші аспекти минулого», і згадувати навіть трагічні епохи як «старі добрі часи». Та не можна ігнорувати й того, що бажання продовжувати перегляд часто спирається на спогади про початок серіалу, коли він ще не став таким запутаним.